# Екатеринославская выставка

Екатеринославское коммерческое училище на выставке

Екатеринославская выставка — южно-русская сельскохозяйственная, промышленная и кустарная выставка, проходившая в Екатеринославе, Российская империя, в 1910 году. Была организована по решению Екатеринославского земства и частично за счет его средств. Почетным попечителем выставки был председатель Совета министров Российской империи — Пётр Столыпин.

## История
Выставка длилась с 1 июля по 30 сентября 1910 года в Городском саду Екатеринослава. В ней приняли участие преимущественно сельские хозяйства Екатеринославской, Полтавской, Харьковской, Таврической, Херсонской губерний, а также Кубанской области и Области Войска Донского. Наряду с ними были промышленные предприятия. Общая площадь выставочной территории составила 175 тыс. м².
Значительное внимание по тем временам было уделено рекламе грядущего мероприятия — для этого привлекались газеты и журналы, был налажен выпуск рекламных марок, плакатов, открыток и буклетов, а потенциальным участникам рассылались специальные приглашения. В отчете о проделанной работе секретарь информационной комиссии выставки написал:

«Практика прежних выставок доказала всю важность и значение правильно поставленной и широко распространенной рекламы. В основу современных выставок должен быть положен простой коммерческий расчёт и девиз: реклама − двигатель торговли».

Торжественное открытие Екатеринославской выставки состоялось в 12 часов 1 июля. Первоначально было решено сделать вход на неё платным, входной билет в день открытия экспозиции стоил 3 рубля — серьёзная в те годы сумма. На открытии выставки присутствовало более двух тысяч человек, многие из которых — по почётным пригласительным билетам. Екатеринославская выставка оказалась дорогостоящим мероприятием — затраты на её проведение составили 562 тыс. рублей, а доход она принесла на 334 тыс. рублей; разница покрылась за счет Екатеринославского земства.
Полностью отсканированный альбом выставки по ссылке